# Aşağıyavaş, Fatsa
Aşağıyavaş là một xã thuộc huyện Fatsa, tỉnh Ordu, Thổ Nhĩ Kỳ. Dân số thời điểm năm 2010 là 317 người.